# Julius-Hirschberg-Gesellschaft
Die Julius-Hirschberg-Gesellschaft (JHG) ist eine internationale Vereinigung zur Geschichte der Augenheilkunde und deren Förderung. Während für die anderen medizinischen Fächer allenfalls „historische Kommissionen“ in ihren Fachgesellschaften existieren, widmet sich die JHG als eigenständige Vereinigung einzig und allein der Geschichte der Augenheilkunde und ihrer Randgebiete.
Die Tätigkeit des Vereins erstreckt sich auf die ganze Welt, schwerpunktmäßig auf Deutschland, Österreich und die Schweiz. Die JHG ist unabhängig von den nationalen Gesellschaften für Augenheilkunde und/oder Geschichte der Medizin. Die JHG kooperiert eng mit der Société Francophone d'Histoire d'Ophtalmologie und der Cogan Ophthalmic History Society, des Weiteren mit den verschiedenen nationalen ophthalmologischen Gesellschaften. Der Verein zählt ca. 150 Mitglieder. Bemerkenswert ist, dass auch Nicht-Augenärzte Mitglieder sind und wissenschaftliche Beiträge liefern.

## Gründung
Auf der Tagung der Deutschen Ophthalmologischen Gesellschaft in Aachen 1986 konstituierte sich das Gründungskomitee (H.M. Koelbing/Zürich, H. Remky/München, R. Sachsenweger/Leipzig, H. Slezak (1927–2020)/Wien, W. Münchow (1923–1986)/Zwickau). Ziel war eine deutschsprachige Vereinigung, deren Tätigkeit nicht durch politische Grenzen eingeengt sein dürfe. Die Statuten wurden 1987 in Gmunden/Österreich ausgearbeitet. Der Name wurde zu Ehren des größten Historikers der Augenheilkunde, Julius Hirschberg, bestimmt. Als Sitz der Vereinigung wurde Wien mit seiner besonderen Rolle in der deutschsprachigen Augenheilkunde (z. B. durch Ferdinand von Arlt) gewählt.

## Tagungen
| Jahr | Ort                    | Anlass/Besonderheiten                                                                                   |
| ---- | ---------------------- | --- |
| 1987 | Wien (A)               | 175. Jubiläum der 1. Augenklinik Wien                                                                   |
| 1988 | Ingolstadt             | Medizinhistorisches Museum                                                                              |
| 1989 | St. Gallen (CH)        | Graefe-Gedenkstein in Heiden                                                                            |
| 1990 | München                | 20 Jahre Arabella-Augenklinik gemeinsam mit der Société Francophone d'Histoire d'Ophtalmologie          |
| 1991 | Dresden                | Forschungssammlung Münchow                                                                              |
| 1992 | Brüssel (B)            | European Congress of Ophthalmology gemeinsam mit der Société Francophone d'Histoire d'Ophtalmologie     |
| 1993 | Wien (A)               | im Medizinhistorischen Institut- u Museum                                                               |
| 1994 | Potsdam                | 100. Todestag von Helmholtz                                                                             |
| 1995 | Ittingen (Thurgau, CH) | Medizinhistorisches Museum Zürich                                                                       |
| 1996 | Mannheim               | 10 Jahre Julius-Hirschberg-Gesellschaft u. a. im Museumsschiff                                          |
| 1997 | Leyden (NL)            | |
| 1998 | Innsbruck (A)          | |
| 1999 | Berlin                 | |
| 2000 | Bern (CH)              | |
| 2001 | Hamburg                | gemeinsam mit: 100 Jahre DGGMNT                                                                         |
| 2002 | Zürich (CH)            | |
| 2003 | Luxemburg (L)          | gemeinsam mit der Société Francophone d'Histoire d'Ophtalmologie                                        |
| 2004 | Innsbruck (A)          | |
| 2005 | Würzburg               | |
| 2006 | Straßburg (F)          | gemeinsam mit der Société Francophone d'Histoire d'Ophtalmologie „Von Goethe, Wichterle und Eisenbarth“ |
| 2007 | Halle/S                | |
| 2008 | Salzburg (A)           | „Von Mozart über Paracelsus zu Werneck, Sattler und Lindner“                                            |
| 2009 | Heiden (CH)            | „Von Friedensnobelpreisträgern, Augenärzten und Medizinhistorikern“                                     |
| 2010 | Köln                   | |
| 2011 | Wien                   | 25 Jahre Julius-Hirschberg-Gesellschaft                                                                 |
| 2012 | Zürich (CH)            | |
| 2013 | Amsterdam (NL)         | „auf den Spuren von Ruysch, Donders und Snellen“                                                        |
| 2014 | Bonn                   | |
| 2015 | Heidelberg             | „auf historischen Spuren der DOG Gründer“                                                               |
| 2016 | Aachen                 | 30 Jahre Julius-Hirschberg-Gesellschaft                                                                 |
| 2017 | Linz                   | Ophthalmohistorie und „Linzer Augen“                                                                    |
| 2018 | Antwerpen (B)          | |
| 2019 | Düsseldorf             | |
| 2020 | Berlin                 | im Rahmen des „Graefe-Jahres“ aufgrund der Pandemie-Situation: virtuelle Zusammenkunft am 10.10.20      |
| 2021 | Regensburg             | „Hybridkongress“ (Präsenz-und virtuell)                                                                 |
| 2022 | Würzburg               | |
| 2023 | Graz (A)               | |
| 2024 | Rostock                | |
| 2025 | Olten (CH)             | |

## Vorstand
- Frances Meier-Gibbons, Rapperswil (CH), Obfrau
- Frank Krogmann, Thüngersheim, Geschäftsführer
- Stephan Töpel, Köthen, ständiger Sekretär
- Edward De Sutter, Knokke-Heist (B)
- Frank Goes, Brasschaat (B)
- Oksana Vitovska, München/Kiew (UA)
- Beisitzer:
  - Franz Dexecker, Innsbruck (A)

## Veröffentlichungen
- Die Nuntia Documenta Annotationes erscheinen zweimal im Jahr.
- Mitteilungsbände  1-17.  Frank Krogmann (Hrsg.). Königshausen & Neumann, Würzburg. (Abstracts auf der JHG homepage), Buchabfrage im ZVAB
- Gesnerus. Swiss Journal of History of Medicine and Sciences Vol. 27 (1990) Part I. S. 1–127.
- 33 Beiträge zur Geschichte der Augenheilkunde/Contributions à l'Histoire de l'Ophtalmologie, JHG (Hrsg.), Facultas Verlag, Wien (1991), S. 1-226. ISBN 3-85076-296-3
- 24 Beiträge zur Geschichte der Augenheilkunde/Contributions à l'Histoire de l'Ophtalmologie, JHG (Hrsg.), München (1995). S. 1–320.
- 10 Jahre Julius-Hirschberg-Gesellschaft. JHG (Hrsg.), Halle  (1996)
- Historia Ophthalmologica internationalis (Vol. 4) Organ der Julius Hirschberg Gesellschaft. JP Wayenborgh (Hrsg.). Ostend (1998). S. 1–96.

erhebliche Mitwirkung der JHG an:
- Vom Augendienst zur modernen Ophthalmochirurgie. 300 Jahre Universität Halle. Universität Halle (Hrsg.), S. 1–307
- Albrecht von Graefe Berlin 1828–1870. Christian Hartmann (Hrsg.). ad manum medici, Germering (1996). S. 1-115, ISBN 3-928027-17-4